# Cosmosoma harpalyce
Cosmosoma harpalyce là một loài bướm đêm thuộc phân họ Arctiinae, họ Erebidae.